# Christian Gille
Christian Gille (ur. 6 stycznia 1979 w Wolfen), niemiecki kajakarz, kanadyjkarz. Mistrz olimpijski z Aten i Pekinu.
Odnosił sukcesy w mistrzostwach świata juniorów. Brał udział w IO 2000, wcześniej zdobywał medale MŚ w sprincie. W 2002 wywalczył swój jedyny medal mistrzostw świata w konkurencji indywidualnej (brązowy na dystansie 200 m). Złoty medal olimpijski zdobył w dwójce (C-2) w parze z Tomaszem Wylenzkiem na dystansie 1000 m. W następnych latach wspólnie zdobyli szereg medali mistrzostw świata i Europy na różnych dystansach, w tym kilka złotych. W Pekinie zajęli drugie miejsce na koronnym dystansie.

## Starty olimpijskie (medale)
Ateny 2004
- C-2 1000 m -  złoto

Pekin 2008
- C-2 1000 m -  srebro
- C-2 500 m -  brąz